# Уэбстер, Никки
Нико́ль Мари́ «Ни́кки» Уэ́бстер (англ. Nicole Marie «Nikki» Webster; 30 апреля 1987, Сидней, Австралия) — австралийская певица и актриса.

## Биография
Николь Мари Уэбстер родилась 30 апреля 1987 года в Сиднее (Австралия) в семье Марка и Тины Уэбстер. В раннем детстве Никки заявила родителям, что она хочет быть в шоу-бизнесе и вскоре она начала брать уроки актёрского мастерства.

## Карьера
В 1992 году Никки дебютировала в качестве актрисы, сыграв роль в спектакле «Золушка», поставленном на сцене «State Theatre» в Сиднее. Начиная со следующего года Уэбстер стала сниматься в кино.
В 2001—2004 года Никки выпустила три музыкальных альбома: «Follow Your Heart» (2001), «Bliss» (2002) и «Let's Dance» (2004).

## Личная жизнь
С 10 ноября 2012 года Никки замужем за Мэттью МакМэхом (род.1980). У супругов есть дочь — Скайла МакМэх (род. в феврале 2014).